# Olympische Sommerspiele 2016/Schwimmen – 100 m Schmetterling (Frauen)
Der Wettbewerb über 100 Meter Schmetterling der Frauen bei den Olympischen Spielen 2016 in Rio de Janeiro wurde am 6. und 7. August 2016 ausgetragen. 44 Athletinnen aus 35 Ländern nahmen daran teil.
Es fanden sechs Vorläufe statt. Die sechzehn schnellsten Schwimmer aller Vorläufe qualifizierten sich für das Halbfinale, das am gleichen Tage ausgetragen wurde (MESZ am nächsten Tag). Für das Finale am nächsten Tag qualifizierten sich hier die besten acht Starterinnen aus beiden Läufen.

## Vorlauf

### Vorlauf 1
6. August 2016
| Platz | Name                       | Nation               | Zeit        | Anmerkung |
| ----- | -------------------------- | -------------------- | ----------- | --------- |
| 1     | Yusra Mardini              | Refugee Olympic Team | 1:09,21 min |           |
| 2     | Oreoluwa Cherebin          | Grenada              | 1:10,40 min |           |
| 3     | Nooran Ahmed Ali Ba Matraf | Jemen                | 1:11,16 min |           |
| 4     | Johanna Umurungi           | Ruanda               | 1:11,92 min |           |
| 5     | Nada Arakji                | Katar                | 1:18,86 min |           |

### Vorlauf 2
6. August 2016
| Platz | Name                | Nation                  | Zeit        | Anmerkung |
| ----- | ------------------- | ----------------------- | ----------- | --------- |
| 1     | Amit Ivry           | Israel                  | 0:59,42 min |           |
| 2     | Darja Stepanjuk     | Ukraine                 | 1:00,81 min |           |
| 3     | Ting Wen Quah       | Singapur                | 1:00,88 min |           |
| 4     | Amina Kajtaz        | Bosnien und Herzegowina | 1:01,67 min |           |
| 5     | Marie Laura Meza    | Costa Rica              | 1:02,01 min |           |
| 6     | Sotiria Neofytou    | Zypern                  | 1:02,91 min |           |
| 7     | Jannah Sonnenschein | Mosambik                | 1:04,21 min |           |
| 8     | Dalia Tórrez Zamora | Nicaragua               | 1:05,81 min |           |

### Vorlauf 3
6. August 2016
| Platz | Name                   | Nation     | Zeit        | Anmerkung |
| ----- | ---------------------- | ---------- | ----------- | --------- |
| 1     | Daynara de Paula       | Brasilien  | 0:57,92 min |           |
| 2     | Natsumi Hoshi          | Japan      | 0:58,15 min |           |
| 3     | Béryl Gastaldello      | Frankreich | 0:58,93 min |           |
| 4     | Lucie Svecena          | Tschechien | 0:59,45 min |           |
| 4     | Danielle Villars       | Schweiz    | 0:59,45 min |           |
| 6     | Katarina Listopadova   | Slowakei   | 0:59,57 min |           |
| 7     | Judit Ignacio Sorribes | Spanien    | 0:59,61 min |           |
| 8     | Helena Gasson          | Neuseeland | 0:59,82 min |           |

### Vorlauf 4
6. August 2016
| Platz | Name             | Nation             | Zeit        | Anmerkung                                       |
| ----- | ---------------- | ------------------ | ----------- | ----------------------------------------------- |
| 1     | Dana Vollmer     | Vereinigte Staaten | 0:56,56 min |                                                 |
| 2     | Chen Xinyi       | China              | 0:57,17 min | ausgeschlossen wegen Dopings am 12. August 2016 |
| 3     | Liliána Szilágyi | Ungarn             | 0:57,70 min |                                                 |
| 4     | Farida Osman     | Ägypten            | 0:57,83 min | AFR                                             |
| 5     | Kimberly Buys    | Belgien            | 0:57,91 min |                                                 |
| 6     | Madeline Groves  | Australien         | 0:58,17 min |                                                 |
| 7     | Anna Doundounaki | Griechenland       | 0:58,27 min |                                                 |
| 8     | Alexandra Wenk   | Deutschland        | 0:58,49 min |                                                 |

### Vorlauf 5
6. August 2016
| Platz | Name           | Nation             | Zeit        | Anmerkung |
| ----- | -------------- | ------------------ | ----------- | --------- |
| 1     | Kelsi Worrell  | Vereinigte Staaten | 0:56,97 min |           |
| 2     | Emma McKeon    | Australien         | 0:57,33 min |           |
| 3     | An Se-hyeon    | Südkorea           | 0:57,80 min |           |
| 4     | Daiene Dias    | Brasilien          | 0:58,15 min |           |
| 5     | Noemie Thomas  | Kanada             | 0:58,27 min |           |
| 6     | Ilaria Bianchi | Italien            | 0:58,48 min |           |
| 7     | Marie Wattel   | Frankreich         | 0:58,90 min |           |
| 8     | Louise Hansson | Schweden           | 0:59,73 min |           |

### Vorlauf 6
6. August 2016
| Platz | Name                | Nation       | Zeit        | Anmerkung |
| ----- | ------------------- | ------------ | ----------- | --------- |
| 1     | Sarah Sjöström      | Schweden     | 0:56,26 min |           |
| 2     | Penny Oleksiak      | Kanada       | 0:56,73 min | NR        |
| 3     | Lu Ying             | China        | 0:57,08 min |           |
| 4     | Jeanette Ottesen    | Dänemark     | 0:57,15 min |           |
| 5     | Rikako Ikee         | Japan        | 0:57,27 min | NR        |
| 6     | Swetlana Tschimrowa | Russland     | 0:58,41 min |           |
| 7     | Kristel Vourna      | Griechenland | 0:58,89 min |           |
| 8     | Natalia Lovtcova    | Russland     | 0:59,19 min |           |

## Halbfinale

### Halbfinale 1
7. August 2016
| Platz | Name             | Nation             | Zeit        | Anmerkung |
| ----- | ---------------- | ------------------ | ----------- | --------- |
| 1     | Rikako Ikee      | Japan              | 0:57,05 min | NR        |
| 2     | Dana Vollmer     | Vereinigte Staaten | 0:57,06 min |           |
| 3     | Jeanette Ottesen | Dänemark           | 0:57,47 min |           |
| 4     | Kelsi Worrell    | Vereinigte Staaten | 0:57,54 min |           |
| 5     | Farida Osman     | Ägypten            | 0:58,26 min |           |
| 6     | Liliána Szilágyi | Ungarn             | 0:58,31 min |           |
| 7     | Daiene Dias      | Brasilien          | 0:58,52 min |           |
| 8     | Daynara de Paula | Brasilien          | 0:58,65 min |           |

### Halbfinale 2
7. August 2016
| Platz | Name           | Nation     | Zeit        | Anmerkung |
| ----- | -------------- | ---------- | ----------- | --------- |
| 1     | Sarah Sjöström | Schweden   | 0:55,84 min | OR        |
| 2     | Emma McKeon    | Australien | 0:56,81 min |           |
| 3     | Penny Oleksiak | Kanada     | 0:57,10 min |           |
| 4     | Lu Ying        | China      | 0:57,15 min |           |
| 5     | Xinyi Chen     | China      | 0:57,51 min |           |
| 6     | An Se-hyeon    | Südkorea   | 0:57,95 min |           |
| 7     | Natsumi Hoshi  | Japan      | 0:58,03 min |           |
| 8     | Kimberly Buys  | Belgien    | 0:58,63 min |           |

## Finale
7. August 2016, 03:03 MEZ
| Platz | Name             | Nation             | Zeit    | Anmerkung |
| ----- | ---------------- | ------------------ | ------- | --------- |
| 1     | Sarah Sjöström   | Schweden           | 55,48 s | WR        |
| 2     | Penny Oleksiak   | Kanada             | 56,46 s | NR        |
| 3     | Dana Vollmer     | Vereinigte Staaten | 56,63 s |           |
| 4     | Xinyi Chen       | China              | 56,72 s |           |
| 5     | Ying Lu          | China              | 56,76 s |           |
| 6     | Rikako Ikee      | Japan              | 56,86 s | NR        |
| 7     | Emma McKeon      | Australien         | 57,05 s |           |
| 8     | Jeanette Ottesen | Dänemark           | 57,17 s |           |